# Fedecámaras (Argentina)
La Federación de Cámaras y Centros Comerciales de la República Argentina, más conocida como Fedecámaras, es una entidad que representa los intereses de pequeños y medianos comerciantes, y muchas veces también de los consumidores.
Posee una obra social que ofrece sus servicios de salud a afiliados de la misma entidad y también a comerciantes y "cuentapropistas" independientes, denominada OSF (Obra Social Fedecamaras). Su titular es el Sr. Rubén Manusovich.
En el año 2002, Fedecamaras Argentina organizó una "jornada contra la violencia" para promover el desarme de los comerciantes, y reivindicar el rol exclusivo del Estado como garante de la seguridad.
En noviembre de 2006, Fedecamaras manifestó su rechazo a la huelga realizada por algunas organizaciones representantes de la ganadería en la Argentina, como la Sociedad Rural Argentina. Manusovich se refirió a los sectores que impulsaban este paro como "un grupo de desestabilizadores que persiguen fines políticos” y llamó a la realización de "contra piquetes" (cortes de ruta) para impedir la actividad de estos huelguistas.